# Altotonga
Altotonga là một đô thị thuộc bang Veracruz, México. Năm 2005, dân số của đô thị này là 56962 người.